# Puyo Puyo Sun
Puyo Puyo SUN (ぷよぷよSUN, Puyopuyo San) é um jogo eletrônico de quebra-cabeça lançado em 1997 para o PlayStation, Sega Saturn, e Nintendo 64 apenas no Japão. O jogo foi desenvolvido e editado pela Compile. Mais tarde foi Lançado para o Game Boy Color e Windows em 1998.
O jogo faz parte da série Puyo Puyo.